# 関口純
関口 純（せきぐち じゅん、正字は關口純）は日本の作曲家・演出家・脚本家。楽劇座芸術監督。曾祖父はドイツ語学者・演劇人の関口存男。十代の頃より音大教授に師事しクラシックの作曲を学ぶ。二十歳前後よりジャンルを超えた創作を開始。ポピュラー音楽の試作を試みる傍ら、オリビエ・メシアン、ジョン・ケージ、武満徹などの現代音楽に傾倒。また演劇の分野では、両親の仕事の関係で幼少時代より新劇の舞台には親んでいたものの、学生時代に受けたフランス近代演劇の授業が演劇との決定的な出会いとなった。
その後、劇作家・津上忠氏の演出助手等、演劇の研鑽を積む傍ら、作曲家としてはNTT等企業の音楽や前進座等の舞台音楽、ポピュラー音楽の作・編曲・プロデュース、etc。日本テレビ音楽（株）顧問（サウンドプロデューサー）などを経て、2010年からは楽劇座芸術監督として、すべての作品で脚本・演出・作曲を担当し、定期的に作品を発表し続けている。

## 来歴・人物
東京都目白文化村生まれ。曾祖父や両親が演劇の仕事に携わっていたため、子供の頃から演劇関係者が出入りする環境で育つ。作曲家として活動を始めた20代の頃、故・津上忠氏（前進座）の元で演出助手・音楽家として経験を積む。その後、日本テレビ音楽（株）で顧問のサウンドプロデューサーに就任し、作曲・編曲・プロデュースに携わる。
自身にはエンタテイメントよりもアートの方が自然だ、と思い始めた時にピナ・バウシュの舞踊やコムデギャルソンの川久保玲のクリエイションに触れる。2010年に自身の劇団・楽劇座を結成し、故・河竹登志夫氏より祝辞を賜る。2012年より、新宿御苑近くのRrose Sélavyにて毎月定期公演を開始。毎月欠かす事なくオリジナル作品の上演を続け、劇団の立ち上げから90公演を記録(2019年4月現在）。これは同作・演出・音楽家が手掛ける公演としては、日本演劇界の中でも異例の数字となっている。

## 作品（脚本・演出・音楽）
特に記載がない限り、全ての舞台で脚本・演出・音楽を担当。

### 2010年
- ミュージックシアター『ゼツアンの善人』（作・ベルトルト・ブレヒト）
- 『タルチュフ』（作：モリエール）

### 2011年
- ミュージックシアター『七つの大罪 そして…』（原案：ベルトルト・ブレヒト）
- 『首相の親友』（作：関口存男）
- ※2作品共同年中に再演を果たす

### 2012年
- 『赤ずきんちゃん、お帰りなさい』（作：新希知美）
- 2.5次元メルヘン劇場『マカロンちゃんの憂鬱 〜ビターなヤツだぜ！の巻〜』（作：新希知美）
- 『アリスは何処へいった？』（作：新希知美）
- 『真夜中の人形たち』（作：新希知美）
- 2.5次元メルヘン劇場『マカロンちゃんの憂鬱 〜ビターなヤツだぜ！の巻〜』（作：新希知美）（再演）
- 『Marie! 〜鏡の中のマリー・アントワネット〜』（作：新希知美）
- 『星の日記帳』（作：新希知美）

### 2013年
- シュールコメディ『エッフェル塔は今日も3.5度傾いている』
- 2.5次元メルヘン劇場『マカロンちゃんの憂鬱２ 〜バレンタインにライバル登場！？の巻〜』（作：新希知美）
- 『dollism 〜もうひとりのわたし〜』（作：新希知美）
- 『フルーツ調書 〜少女は甘く渇いた故郷を目指す〜』（作：新希知美）
- シュールコメディ『エッフェル塔は今日も3.5度傾いている』（再演）
- THEATER Rrose Sélavy×GLP イベント『アリスがいないアリスのお茶会』（作：新希知美）
- 『PI-YO PI-YO 〜鳥籠の扉はスコットランドヤードで午前3時に開く〜』（作：新希知美）
- シュールコメディ『君がいた夏、ボクはひとりでかき氷を食べた。ごめん…』
- 『この鍵、ダレのもの？ 〜ありふれた忘れ物におけるアリス的考察〜』（作：新希知美）
- 2.5次元メルヘン劇場『マカロンちゃんの憂鬱 エピソード０ 〜懐かしいけど初めまして！の巻〜』（作：新希知美）
- ミュージックシアター『Songs 〜私に語りかけるもの〜』
- 『可愛い殺意 〜世にも奇妙な人形ごっこ』（作：新希知美）
- 『小さな嘘・大きな奇跡 〜雪の降る夜、天使は微笑み、そのとき街は星になる〜』

### 2014年
- 『さよなら　こんにちは』（作：新希知美）
- 2.5次元メルヘン劇場『マカロンちゃんの憂鬱３ 〜僕はBonBon！名家生まれの名菓育ちと人は言う！の巻〜』（作：新希知美）
- 『メディウスは、ときに爆弾も必要さと言った』
- シュールコメディ『エッフェル塔は今日も3.5度傾いている』（再演）
- 『PI-YO PI-YO2 〜PIYOはつらいよ 北極旅情編〜』（作：新希知美）
- ミュージックシアター『Songs 2014』
- シュールコメディ『君がいた夏、ボクはひとりでかき氷を食べた。ごめん…』（再演）
- 『その時、少女は汽車に乗って 〜フランクリン・ルーズベルトは「軽い荷物にしてはいけない」と言った〜』（作：新希知美）
- 『AM2:00 遊園地で会いましょう 〜バラ色の明日を夢見る展覧会〜』（作：新希知美）
- 2.5次元メルヘン劇場『マカロンちゃんの憂鬱 〜ハロウィン大作戦！の巻〜』（作：新希知美）
- シュールコメディ『問右衛門（トウエモン） 〜チビ太VSルパソ！！過去の世界の武士型ロボット！？〜』
- シュールコメディ『エッフェル塔は今日も3.5度傾いている』（再演）
- 『ボン・ヴォヤージュ！』

### 2015年
- 2.5次元メルヘン劇場『マカロンちゃんの憂鬱 Season2 〜お菓子の国の野望編 お菓子のお菓子によるお菓子のための世界なのだ！の巻〜』（作：新希知美／改訂：関口純）
- 2.5次元メルヘン劇場『マカロンちゃんの憂鬱 Season2 〜お菓子の国の野望編 バレンタイン大作戦！お菓子なお菓子のお友達！？の巻〜』（作：新希知美／改訂：関口純）
- 2.5次元メルヘン劇場『マカロンちゃんの憂鬱 Season2 〜お菓子の国の野望編 ひなまつり大作戦！の巻〜』（原案：新希知美）
- ミュージックシアター『Songs 2015』
- 『デンデンドロイカ』
- 不思議の国のアリスフェスティバル『アリスは何処へいった？』（作：新希知美）（再演）
- 不思議の国のアリスフェスティバル『有栖川家の密やかな愉しみ』（「不思議の国のアリス」と「毒入りコーラ事件」を題材とした）
- 不思議の国のアリスフェスティバル『日常（ふしぎ）の都会（くに）のアリス 〜Songs4  コードネームはALICE！〜』
- 『デンデンドロイカ』（再演）
- 2.5次元メルヘン劇場『マカロンちゃんの憂鬱〜お菓子の国の野望編 バレンタイン大作戦！お菓子なお菓子のお友達！？の巻〜』（作：新希知美／改訂：関口純）（「マカロンちゃんの憂鬱フェスティバル」特別再演）
- 2.5次元メルヘン劇場『マカロンちゃんの憂鬱〜ビターなヤツだぜ！の巻〜』（作：新希知美）（「マカロンちゃんの憂鬱フェスティバル」特別再演）
- 2.5次元メルヘン劇場『マカロンちゃんの憂鬱 Season2 〜マカロン THE MOVIE 危機一髪！！芸術の秋だよ全員集合！！ねぇ、やっぱりハロウィンって今からじゃダメですか？の巻〜』（原案：新希知美）
- 2.5次元メルヘン劇場『マカロンちゃんの憂鬱 Season2 〜イエス様、クリスマスにはクルシミマスとか言ったかどうかは知らないけれど、誰もがみんな知っている！クリスマス大作戦！の巻〜』（原案：新希知美）

### 2016年
- 2.5次元メルヘン劇場『マカロンちゃんの憂鬱 Season2 〜if …え！？マカロンちゃんでも憂鬱！？の巻〜』（原案：新希知美）
- 2.5次元メルヘン劇場『マカロンちゃんの憂鬱 Season2 〜Forever Friends ときに男は背中で物語を語らねばならないのだ！バレンタイン大作戦！！の巻〜』（原案：新希知美）
- シュールコメディ『問右衛門（トウえもん）〜チビ太VSルパソ！！過去の世界の武士型ロボット！？〜』（再演）
- ミュージカル『ルーシー・フラワーズは風に乗り、まだ見ぬ世界の扉を開けた＜ひとつめのお噺＞』
- ミュージカル『ルーシー・フラワーズは風に乗り、まだ見ぬ世界の扉を開けた＜ふたつめのお噺＞』
- ミュージカル『ルーシー・フラワーズは風に乗り、まだ見ぬ世界の扉を開けた＜みっつめのお噺＞』
- ミュージカル『ルーシー・フラワーズは風に乗り、まだ見ぬ世界の扉を開けた＜よっつめのお噺＞』
- ミュージカル『ルーシー・フラワーズは風に乗り、まだ見ぬ世界の扉を開けた＜いつつめのお噺＞』
- 『デンデンドロイカ』（再演）
- 『有栖川家の密やかな愉しみ』（再演）
- シュールコメディ『エッフェル塔は今日も3.5度傾いている』（再演）
- ミュージカル『ルーシー・フラワーズは風に乗り、まだ見ぬ世界の扉を開けた＜X'mas編＞』
- コンサート『楽劇座クリスマスコンサート』

### 2017年
- ミュージカル『ルーシー・フラワーズは風に乗り、まだ見ぬ世界の扉を開けた 正月早々何かが起こる！？新春スペシャル編』
- コンサート『来れば大吉 来なけりゃポン吉 来ない阿呆に来る阿呆 同じ阿呆なら来なけりゃ損々 楽劇座新春コンサート』
- ミュージカル『ルーシー・フラワーズは風に乗り、まだ見ぬ世界の扉を開けた ＜末広がりのやっつめのお噺＞』
- 2.5次元メルヘン劇場『マカロンちゃんの憂鬱 〜和菓子大戦争の巻〜』（原案：新希知美）
- ミュージカル『ルーシー・フラワーズは風に乗り、まだ見ぬ世界の扉を開けた ＜夢みるあの子はトランスジェンダー！？の巻＞』
- 『その時、少女は汽車に乗って 〜フランクリン・ルーズベルトは軽い荷物にしてはいけないと言った〜』（作：新希知美）（再演）
- ミュージカル『ルーシー・フラワーズは風に乗り、まだ見ぬ世界の扉を開けた＜赤ずきん、頭巾を脱いで自由を着る。の巻＞＆ルーシー・フラワーズの愉快な音楽会』
- ミュージカル『ルーシー・フラワーズは風に乗り、まだ見ぬ世界の扉を開けた　VACANCES!! 〜ある夏の思い出〜＆ミニコンサート』
- ミュージカル『ルーシー・フラワーズは風に乗り、まだ見ぬ世界の扉を開けた 〜戦争と平和　幻想という名の日常への帰還〜＆ミニコンサート』
- 『新・問右衛門 〜チビ太VSルパソ！！過去の世界の武士型ロボット！？〜＆ミニコンサート』
- 『可愛い殺意 〜世にも奇妙な人形ごっこ〜』（作：新希知美）（再演）
- 『星の日記帳』（作：新希知美）（再演）
- ミュージカル『ルーシー・フラワーズは風に乗り、まだ見ぬ世界の扉を開けた＜ひとつめのお噺＞』（再演）＆『ミニコンサート』

### 2018年
- ミュージカル『ルーシー・フラワーズは風に乗り、まだ見ぬ世界の扉を開けた＜夢みるあの子はトランスジェンダー！？の巻＞』（再演）＆『ミニコンサート』
- ミュージカル『ルーシー・フラワーズは風に乗り、まだ見ぬ世界の扉を開けた〜八の字眉幸子 恋、はじめました〜』＆『ミニコンサート』
- ミュージカル『ルーシー・フラワーズは風に乗り、まだ見ぬ世界の扉を開けた〜ALICE in Wonderland!? アリスですか？いいえ、幸子です♥〜』＆『ミニコンサート』
- ミュージカル『ルーシー・フラワーズは風に乗り、まだ見ぬ世界の扉を開けた 〜連続上演最終章〜』＆『ミニコンサート』
- 2.5次元メルヘン劇場『マカロンちゃんの憂鬱 〜マカロン THE MOVIE 危機一髪！新宿二丁目を封鎖せよ！！ねぇ、やっぱりハロウィンって今からじゃダメですか？の巻〜』（原案：新希知美）＆『ミニコンサート』
- 関口純の演劇論1『デンデンドロイカ』
  - 同時上演：朗読劇『悪魔的の心理　前編』（作：関口存男）
  - 同時上演：作品解説トークショー「演劇と社会の境界線 〜加害者の心の闇について〜」
- 関口純の演劇論2『有栖川家の密やかな愉しみ』
  - 同時上演：朗読劇『悪魔的の心理　後編』（作：関口存男）
  - 同時上演：作品解説トークショー「演劇と社会の境界線 〜被害者の心の闇について〜」
- 関口純の演劇論3『ミュージカル／ルーシー・フラワーズは風に乗り、まだ見ぬ世界の扉を開けた 〜夢見るあの子はトランスジェンダー！？の巻〜』
  - 同時上演：朗読劇『感傷的な一夜』（作：関口存男）
  - 同時上演：作品解説トークショー「演劇と社会の境界線〜大衆の狂気…私達の心の闇について〜」
- 関口純の演劇論4『エッフェル塔は今日も3.5度傾いている』
  - 同時上演：朗読劇『蝦蟆』（作：関口存男）
  - 同時上演：作品解説トークショー「演劇に於けるパラダイムと言語表現の階層性（台詞術）について」
- 関口純の演劇論５『ミュージカル／ルーシー・フラワーズは風に乗り、まだ見ぬ世界の扉を開けた 〜悪夢という名の愛人 清らかに…美しく…そして残酷に…編〜』
  - 同時上演：朗読劇『詩集　前』（作：関口存男）
  - 同時上演：作品解説トークショー
- 関口純の演劇論6『ミュージカル／ルーシー・フラワーズは風に乗り、まだ見ぬ世界の扉を開けた 〜Christmas Special〜』
  - 同時上演：朗読劇『詩集　中』（作：関口存男）
  - 同時上演：作品解説トークショー

### 2019年
- 関口純の演劇論7『ミュージカル／ルーシー・フラワーズは風に乗り、まだ見ぬ世界の扉を開けた 〜八の字眉幸子 恋、はじめました〜』
  - 同時上演：朗読劇『詩集　後』（作：関口存男）
  - 同時上演：作品解説トークショー
- 関口純の演劇論8『ミュージカル／ルーシー・フラワーズは風に乗り、まだ見ぬ世界の扉を開けた 〜白雪姫ちゃんクライシス！！〜』
  - 同時上演：朗読劇『充子の日誌　前』（作：関口存男）
  - 同時上演：作品解説トークショー
- 関口純の演劇論9『ミュージカル／ルーシー・フラワーズは風に乗り、まだ見ぬ世界の扉を開けた 〜桃太郎編〜』
  - 同時上演：朗読劇『充子の日誌　中』（作：関口存男）
  - 同時上演：作品解説トークショー
- 関口純の演劇論10『ミュージカル／ルーシー・フラワーズは風に乗り、まだ見ぬ世界の扉を開けた 〜AKAZUKIN CRISIS〜』
  - 同時上演：朗読劇『充子の日誌　後』（作：関口存男）
  - 同時上演：作品解説トークショー

## 監修

### 2018〜2019年
- 『存在の男』展（企画・運営　三修社）[4]